# تذكر جاك هوكسي (رواية)
رواية تذكر جاك هوكسي (بالإنجليزية: Remember Jack Hoxie)‏ هي رواية للكاتب الأسترالي جون كليري. نشرت عام 1969.
وكانت خروجا متعمدا من المؤلف بعد كتابة سلسلة من روايات المغامرة، حيت تناول فيها عالم موسيقى البوب.